# Lycoming O-360

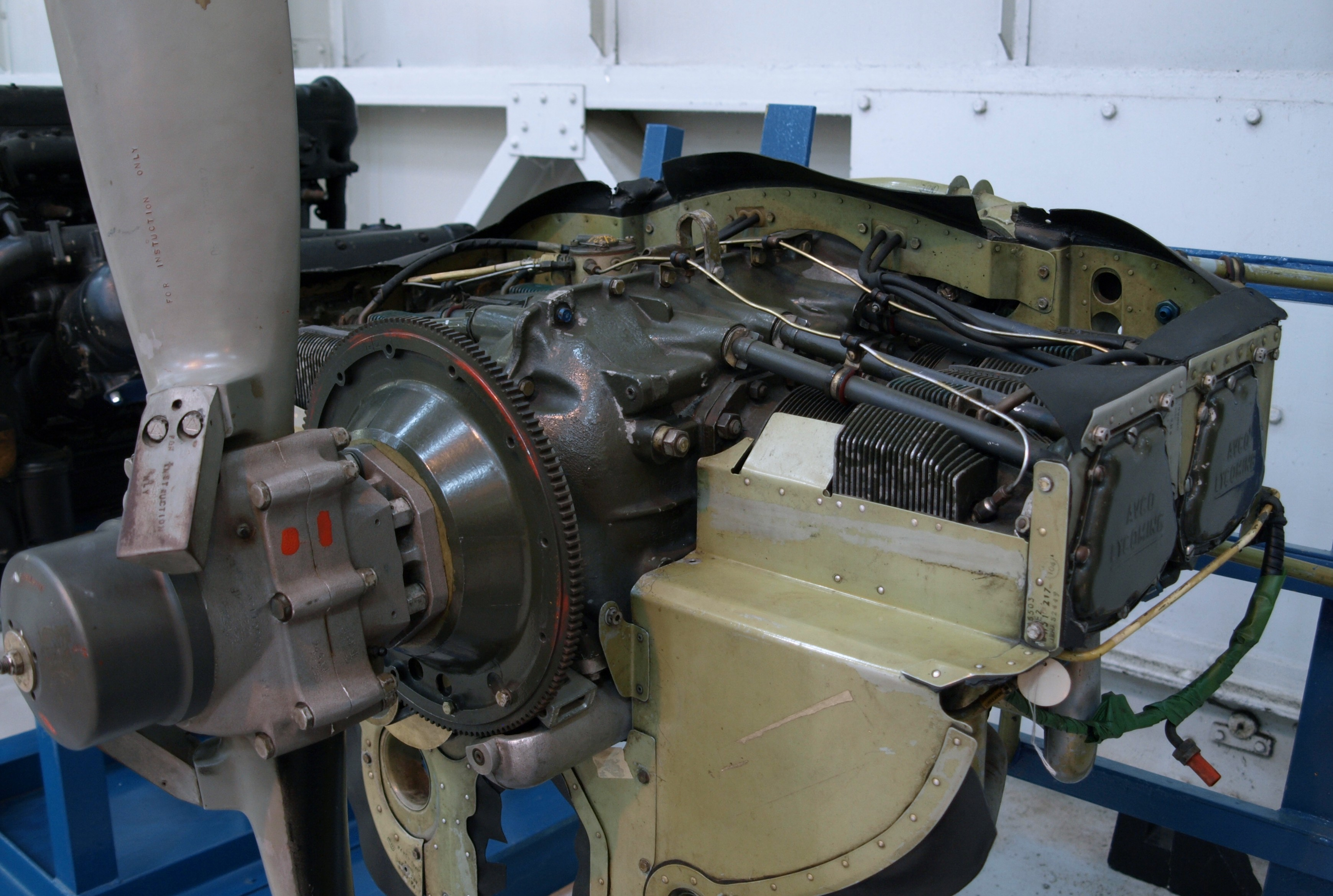
Lycoming IO-360

Lycoming O-360 – rodzina czterocylindrowych silników lotniczych chłodzonych powietrzem. W zależności od wersji występuje zasilanie zarówno gaźnikowe jak i wtryskowe. We wszystkich wersjach zastosowano zdwojony mechaniczny układ zapłonowy. Pierwszy wariant tego silnika uzyskał certyfikat Federal Aviation Administration w 1955 roku (nr 1E10).

## Lista zastosowań

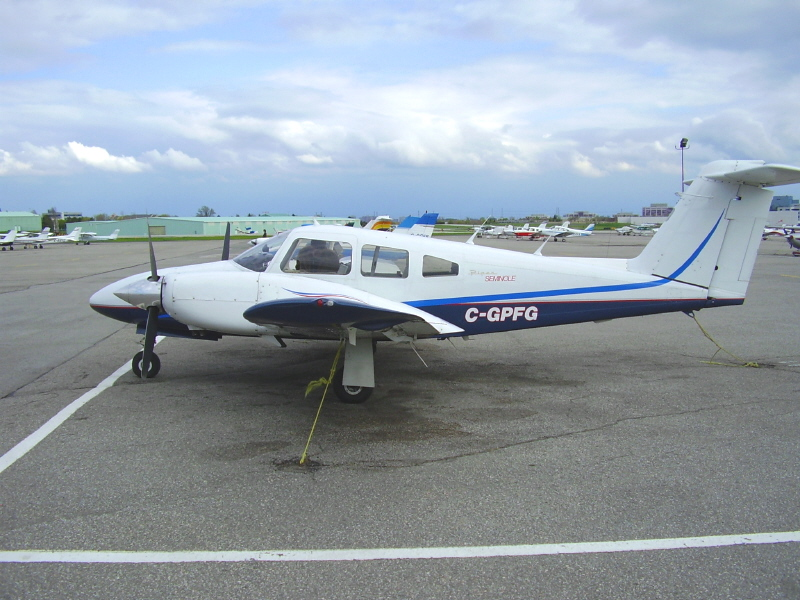
Piper PA-44-180 z dwoma silnikami O-360

### O-360
- Aer Lualdi L.55
- Aero Boero AB-180
- Aero Commander Lark Commander
- American Aviation AA-2 Patriot
- Aviat Husky A-1C-180
- Beagle Airedale
- Beechcraft Duchess
- Beechcraft Musketeer
- Beechcraft Travel Air
- Bölkow Bo 207
- Canadian Home Rotors Safari
- Cessna 172
- Cessna 177
- Diamond DA40
- Dyn'Aéro MCR R180
- Grinvalds Orion
- Grob G 115
- Grumman American AA-5
- Guimbal Cabri G2
- Lancair 360
- Maule M-5
- Mooney M20
- Moynet 360-4 Jupiter
- Piper PA-18 Super Cub
- Piper Cherokee 180
- Piper PA-24-180 Comanche
- Piper PA-44-180 Seminole
- Robin Aiglon
- Robinson R22
- Saab 91 Safir
- Schweizer SGM 2-37
- Van's Aircraft RV-6
- Van's Aircraft RV-7
- Van's Aircraft RV-8
- Wassmer WA-54 Atlantic
- Zenith STOL CH 801

### LO-360
- Beechcraft Duchess
- Piper PA-44-180 Seminole

### IO-360
- Aviat Husky A-1C-200
- Beechcraft Musketeer Super III
- Cessna 172R/172S
- Cessna 177RG
- Cessna 336 Skymaster
- Diamond DA40
- Diamond DA42
- Dream Tundra
- Lake LA-4-200 Buccaneer
- LFU 205
- Mooney M20
- Osprey GP4
- PAC CT/4
- Partenavia P.68
- Piper PA-28 Arrow
- Piper PA-34 Seneca I
- Scaled Composites Boomerang
- Scottish Aviation Bulldog
- Seawind 2000
- Socata Tobago TB200XL
- Sorrell Hiperbipe
- Stolp Super Starduster
- Tecnam P2010
- Thorp T-18
- Van's Aircraft RV-6
- Van's Aircraft RV-7
- Van's Aircraft RV-8
- Zeppelin NT
- Zlín Z 42

### LIO-360
- Piper PA-34 Seneca I
- Diamond DA42

### AEIO-360
- Aero-Cam Slick 360
- Aviat Eagle II
- Bellanca Super Decathlon
- FFA AS-202 Bravo
- Pitts Special
- Valmet L-70 Vinka

### HIO-360
- Enstrom F-28
- OH-23 Raven
- Schweizer 300

### LHIO-360
- Silvercraft SH-3
- Silvercraft SH-4